# Rix FM Festival

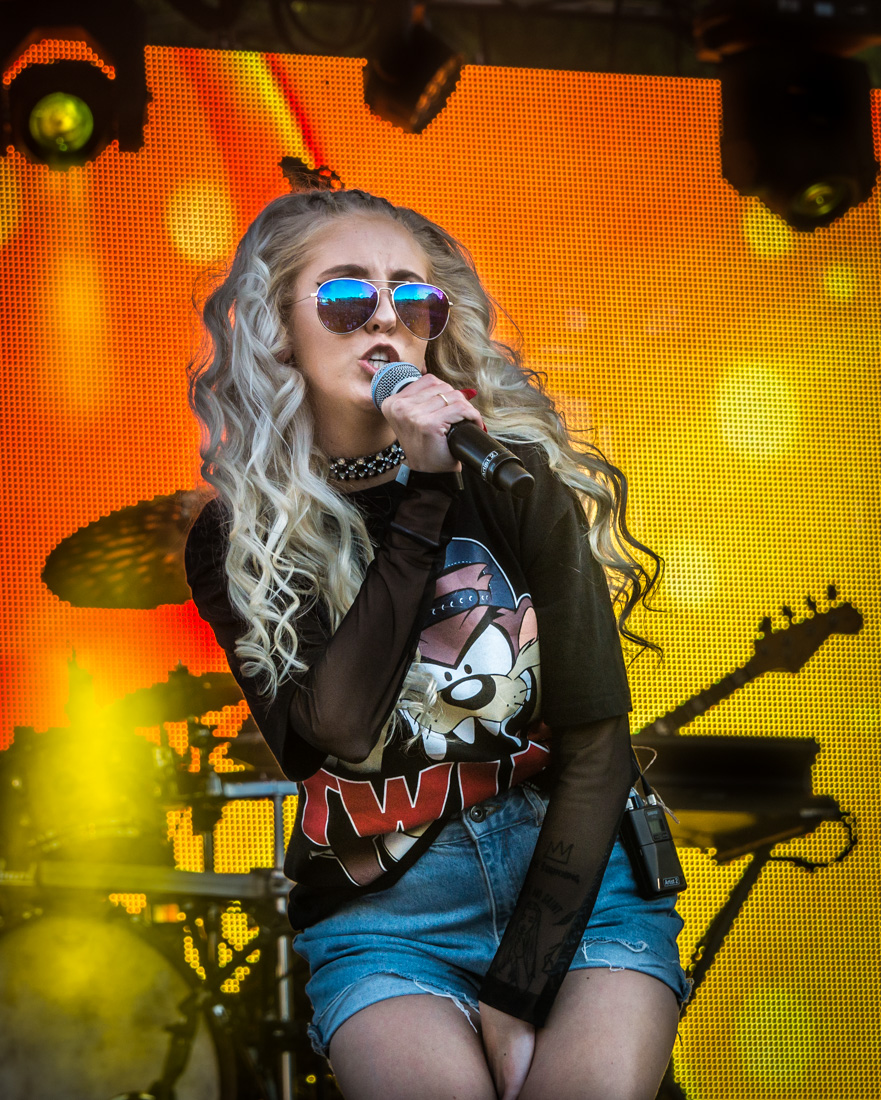
Peg Parnevik under Rix FM festivalen 2016 i Stockholm.

Rix FM Festival, stiliserat som RIX FM Festival, är en årlig sommarturné i Sverige som reklamradiostationen Rix FM med sponsorer bekostar. Festivalen hade premiär år 2000.
Inslag från festivalen har även visats i ZTV, TV3 och TV4 mellan 2003 och 2007.
Åren 2000–2013 utgavs flera CD-skivor i festivalens namn.